# Calaza

Schema di un uovo; notare la calaza, filamento logitudinale rappresentate dai numeri 4 e 13

La calaza (dal greco antico: χάλαζα?, khalaza, "granulo") è una struttura interna alle uova animali e agli ovuli all'interno dei semi vegetali che sospende la parte più interna in ciò che lo circonda.

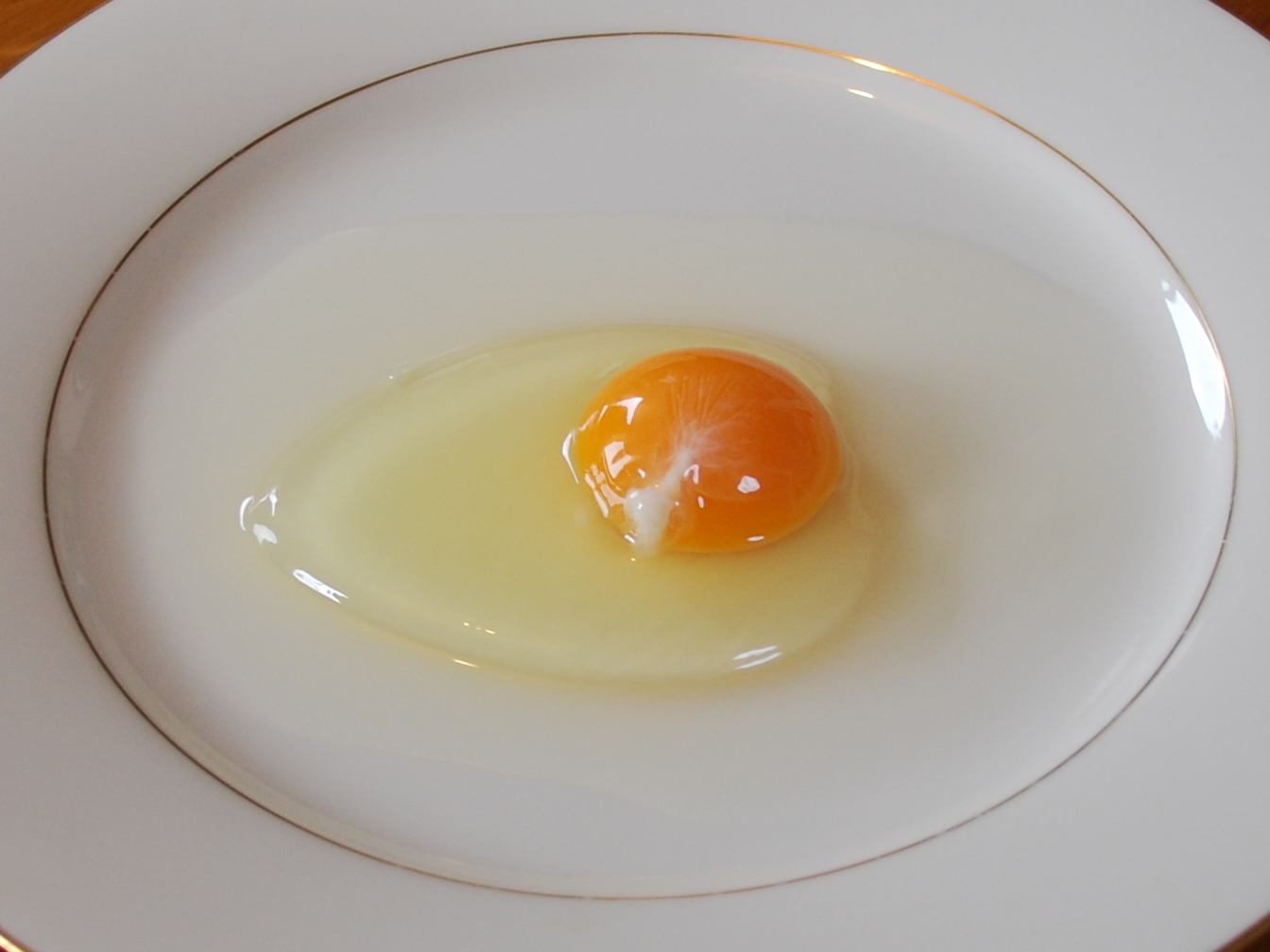

## Animali
Nelle uova la calaza è composta da uno o due tessuti filamentosi avvolti a elica che sospendono il tuorlo all'interno dell'albume. Con l'aumentare dell'età dell'uovo, il tessuto tende a rompersi, questo è il motivo per cui uova più vecchie hanno un tuorlo meno pronunciato. La calaza è inoltre il fattore che rende l'albume di certe uova aderente al tuorlo quando quest'ultimo viene rimosso.